# Hans Peter Liebig
Hans Peter Liebig (ur. 23 stycznia 1945 w Neuruppin) – niemiecki naukowiec, profesor nauk rolniczych. Specjalizuje się w warzywnictwie i ogrodnictwie. Związany z Uniwersytetem Hohenheim, gdzie w latach 2002–2012 pełnił funkcję rektora.

## Życiorys
W latach 1965–1968 studiował ogrodnictwo w Ingenieurakademie für Gartenbau w berlińskiej dzielnicy Dahlem. Dyplom inżyniera rolnictwa uzyskał w 1972 na Uniwersytecie Technicznym w Berlinie. Stopień doktorski otrzymał w 1978 na Uniwersytecie Leibniza w Hanowerze na podstawie rozprawy pt. Einflüsse endogener und exogener Faktoren auf die Ertragsbildung von Salatgurken (Cucumis sativus, L.) unter besonderer Berücksichtigung von Ertragsrhythmik, Bestandesdichte und Schnittmassnahmen. Na tej samej uczelni habilitował się w 1989. Z Uniwersytetem Hohenheim związany jest od 1991, kiedy to objął stanowisko profesorskie (niem. C4-Professur) w Institut für Sonderkulturen und Produktionsphysiologie. W latach 1993–1995 pełnił funkcję prodziekana, zaś w latach 1995–1997 dziekana ówczesnego wydziału III „Pflanzenproduktion  und  Landschaftsökologie" (produkcji roślinnej i ekologii krajobrazu) tej uczelni. W 2001 został wybrany wiceprezydentem tej uczelni, a rok później - rektorem Uniwersytetu Hohenheim. W 2008 uzyskał reelekcję na kolejną kadencję rektorską, która zakończyła się w 2012. Od 2006 był ponadto przewodniczącym konferencji rektorów kraju związkowego Badenia-Wirtembergia. W pracy badawczej zajmuje się m.in. bioekonomicznymi modelami produkcji ogrodniczej, przyjaznymi środowisku i zrównoważonymi systemami rolniczymi oraz systemami sterowania w optymalizacji produkcji warzyw.
Artykuły publikował w takich czasopismach jak m.in. "Gartenbauwissenschaft" oraz "Journal of Plant Nutrition".

## Nagrody i wyróżnienia
- 2004: W uznaniu zasług dla niemiecko-chińskiej współpracy naukowo-badawczej otrzymał w Pekinie rządową nagrodę Friendship Award[1]
- 2005: Profesura honorowa Państwowego Uniwersytetu Rolniczego w rosyjskim Stawropolu oraz chińskiego uniwersytetu rolniczego w Pekinie
- 2005: Doktorat honorowy uniwersytetu rolniczego w rumuńskim Kluż-Napoka[1]
- 2008: Doktorat honorowy uniwersytetu rolniczego w albańskiej Tiranie[1]
- 2016: Doktorat honorowy Szkoły Głównej Gospodarstwa Wiejskiego w Warszawie[4]